# Leon Starybrat
Leon Starybrat (ur. 15 sierpnia 1895 w Inowrocławiu, zm. 23 lipca 1920 w Łapach) – plutonowy armii niemieckiej i Wojska Polskiego. Uczestnik I wojny światowej, powstania wielkopolskiego, wojny polsko-ukraińskiej i wojny polsko–bolszewickiej. Kawaler Orderu Virtuti Militari.

## Życiorys
Urodził się w Inowrocławiu w rodzinie Jana i Marianny z d. Mochelska. Absolwent szkoły powszechnej. W 1914 r. został wcielony do armii niemieckiej. Po zwolnieniu z wojska niemieckiego w 1918 r. walczył w szeregach oddziałów powstańczych Armii Wielkopolskiej. Brał udział w walkach o wyzwolenie Inowrocławia i przyłączenia Pomorza do Polski. Następnie w odrodzonym Wojsku Polskim walczył na frontach wojny polsko-ukraińskiej i wojny polsko-bolszewickiej jako żołnierz 11 kompanii 5 pułk strzelców wielkopolskich. Podczas walk został ciężko ranny i zmarł w szpitalu. „W czasie walk pod Pieskami (nad Szczarą) wobec zagrożenia baonu, jako d-ca plutonu odważnie pociągnął za sobą prawe skrzydło. Zdobył dwa km. Podczas walk został ciężko ranny i zm. w szpitalu”. Został pochowany na cmentarzu w Łapach.
Podczas walk w latach 1914–1920 poległo także jego dwóch braci.

## Ordery i odznaczenia
- Krzyż Srebrny Orderu Wojskowego Virtuti Militari nr 1143 (1792)[3] – pośmiertnie[4]